# SN 1940C
SN 1940C – supernowa typu II odkryta 4 maja 1940 roku w galaktyce IC 1099. W momencie odkrycia, miała maksymalną jasność 16,30m.